# Gustaf Otto Stenbock

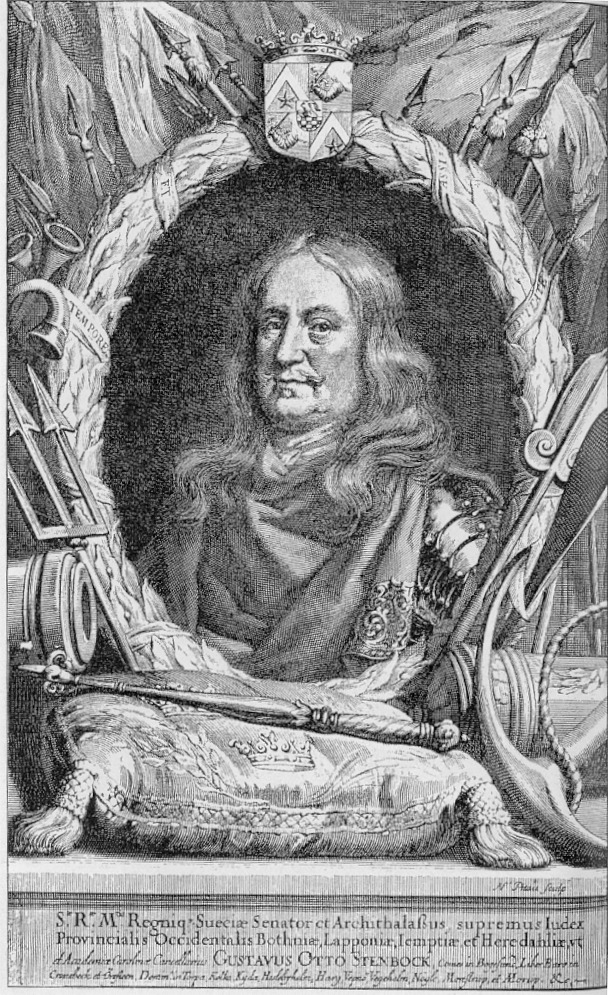
Gustaf Otto Stenbock

Gustaf Otto Stenbock (ur. 7 września 1614 na zamku Torpa w Västra Götaland, zm. 24 września 1685 w Sztokholmie) – szwedzki dowódca i polityk, ojciec Magnusa Stenbocka.
1 czerwca 1658 zawarł związek małżeński w Göteborgu z Kristiną Katariną de la Gardie, córką Jacoba de la Gardie. W 1652 został tajnym radcą dworu, w 1656 marszałkiem polnym, w latach 1658–1664 generalnym gubernatorem Skanii, w latach 1664–1676 Lordem Admirałem. Z tego ostatniego stanowiska został zwolniony przez króla Karola XI – oskarżony o zaniedbania podczas budowy floty, i skazany na wysoką karę finansową. W latach 1666–1684 był kanclerzem uniwersytetu w Lund.